# Monsù Bernardo

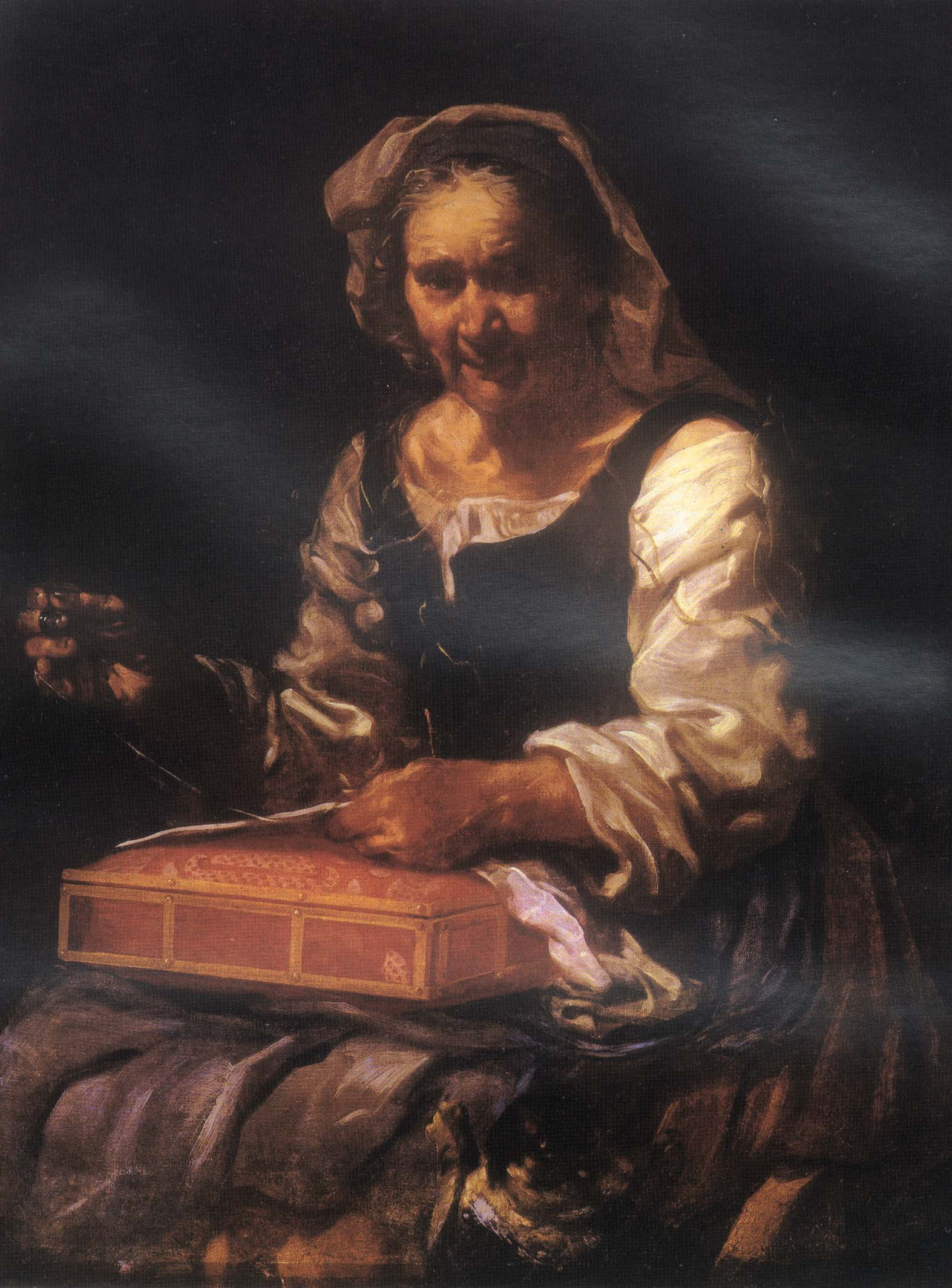
Anziana che cuce

Eberhard o Bernhard Keilhau (Helsingør, 1624 – Roma, 3 febbraio 1687) è stato un pittore danese.

## Vita e opere
Eberhard Keilhau o semplicemente Keil fu un pittore danese, forse il più celebre pittore antico di questa nazione, venne conosciuto in Italia con lo pseudonimo di Monsù Bernardo, giunse nei Paesi Bassi diciottenne e fu nella bottega di Rembrandt ad Amsterdam, dove soggiornò tra il 1642 e il 1644 anche se il suo primo maestro fu il danese Morten van Steenwinkel nella cui bottega venne messo dal padre all'età di dodici anni.
Oltre le pale d'altare, che furono i suoi primi lavori, è stato uno dei più originali pittori di genere e influenzò, in maniera massiccia l'arte dei pittori di genere come Salvator Rosa, Antonio Amorosi, Giacomo Francesco Cipper (il Ceruti è nato nel 1698) e altri rappresentanti della pittura italiana sei-settecentesca, con soggetti visionari e popolareschi. Il padre di Monsù Bernardo fu del pittore Gaspard di origine tedesca molto apprezzato nella corte di Cristiano IV di Danimarca.
Prima del suo arrivo in Italia passò attraverso varie peripezie e gli furono commissionati i primi lavori in varie città tedesche come Francoforte, Colonia, Magonza e Augusta.
Arrivato in Italia, nel 1651, in un primo tempo fu chiamato a fare ritratti, affreschi e tele di carattere sacro nel territorio della Repubblica di Venezia, una sua tela con La Vergine e Sant'Elia si trova nella Chiesa dei Carmelitani di Venezia, anche se la maggior parte delle sue opere nel territorio della Repubblica furono da lui dipinte a Bergamo (allora città sotto il controllo della Serenissima) dove strinse amicizia con Evaristo Baschenis.
Ma le sue opere più caratteristiche furono prodotte dopo il suo arrivo a Roma il 31 marzo 1656 e l'incontro con il caravaggismo e la Scuola dei Bamboccianti, fu celebre per le sue allegorie come le Età dell'uomo, i Cinque sensi e i Quattro elementi.
Ma già al Museo Civico di Padova si trova una tela di carattere popolaresco I suonatori che precorre la sua carriera di pittore di genere, sebbene nel lungo viaggio che lo portò da Venezia a Roma si fermasse anche a Ravenna e Ferrara dove fu chiamato a ritrarre la regina Cristina di Svezia, divenuta cattolica ed anche lei in viaggio per Roma.
Filippo Baldinucci che scrisse la sua Vita nel tomo Notizie de' professori del disegno da Cimabue in qua, mette spesso l'accento sulla sua origine protestante e sulla sua conversione al cattolicesimo durante la permanenza romana.
(p. 514)
Nel 1657, dopo tutta una serie di commissioni per le chiese romane, invece di spostarsi in Francia, com'era nei suoi progetti, decise di fermarsi in modo stabile nella città eterna.
I suoi quadri di soggetto popolaresco non possono essere confrontati con nessuno dei pittori suoi contemporanei, visto le varie influenze ricevute nei viaggi dall'arte olandese, tedesca, veneziana a quella romana. Ma la sua influenza fu molto importante per il plurilinguismo per questo motivo può essere considerato un unicum.
Monsù Bernardo morì a Roma il 3 febbraio 1687 a causa di una pleurite che dice il Baldinucci "per nove continui giorni lo travagliò".
Monsù Bernardo è stato identificato per primo dallo storico dell'arte Roberto Longhi che nel 1938 isolò la maggior parte delle sue opere da quelle di Antonio Amorosi, al quale sino a quel momento erano stati attribuiti.

## Altre opere

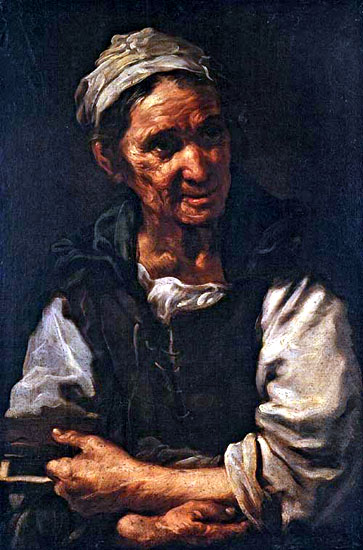
Ritratto di vecchia
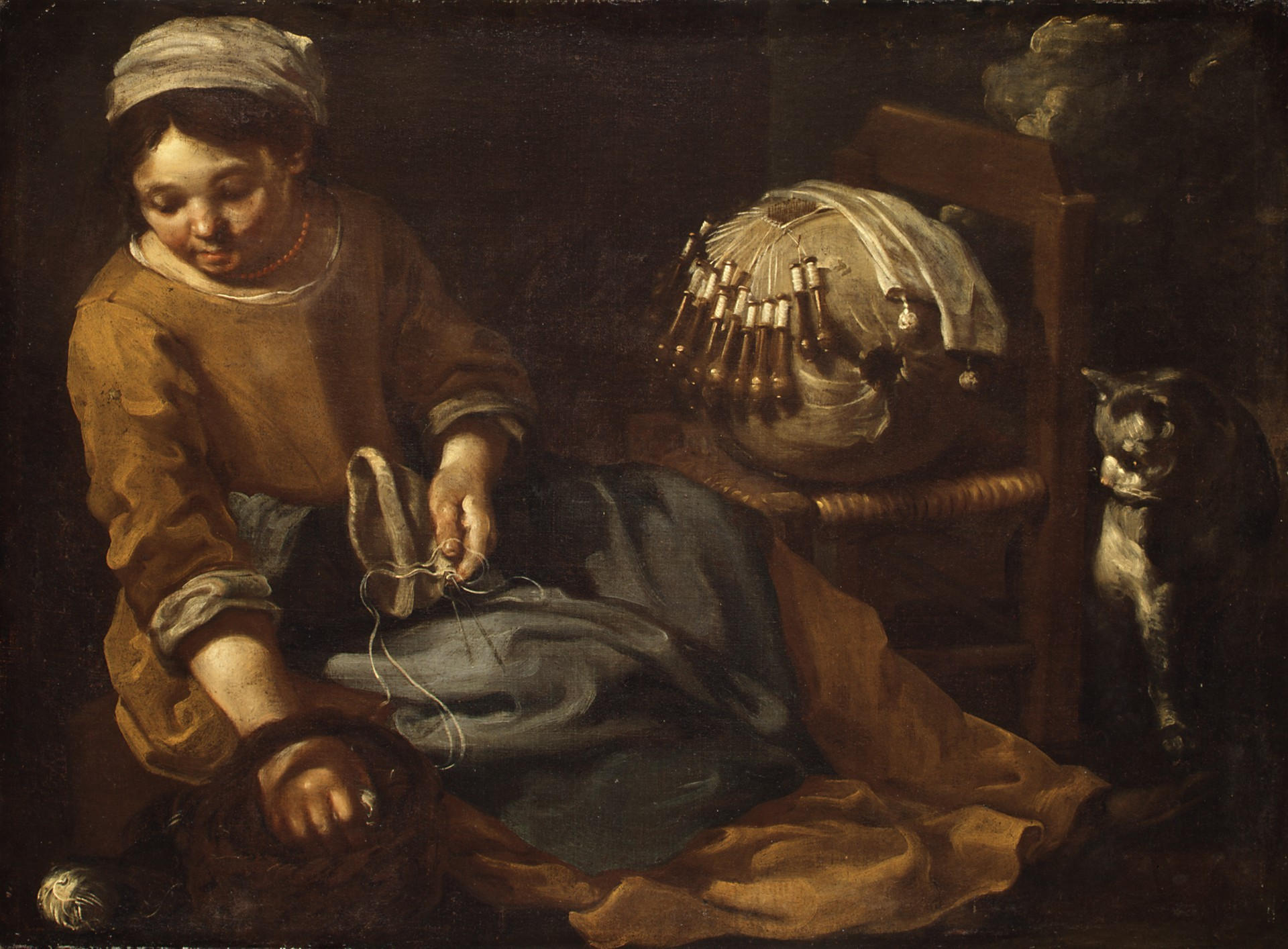
Ricamatrice
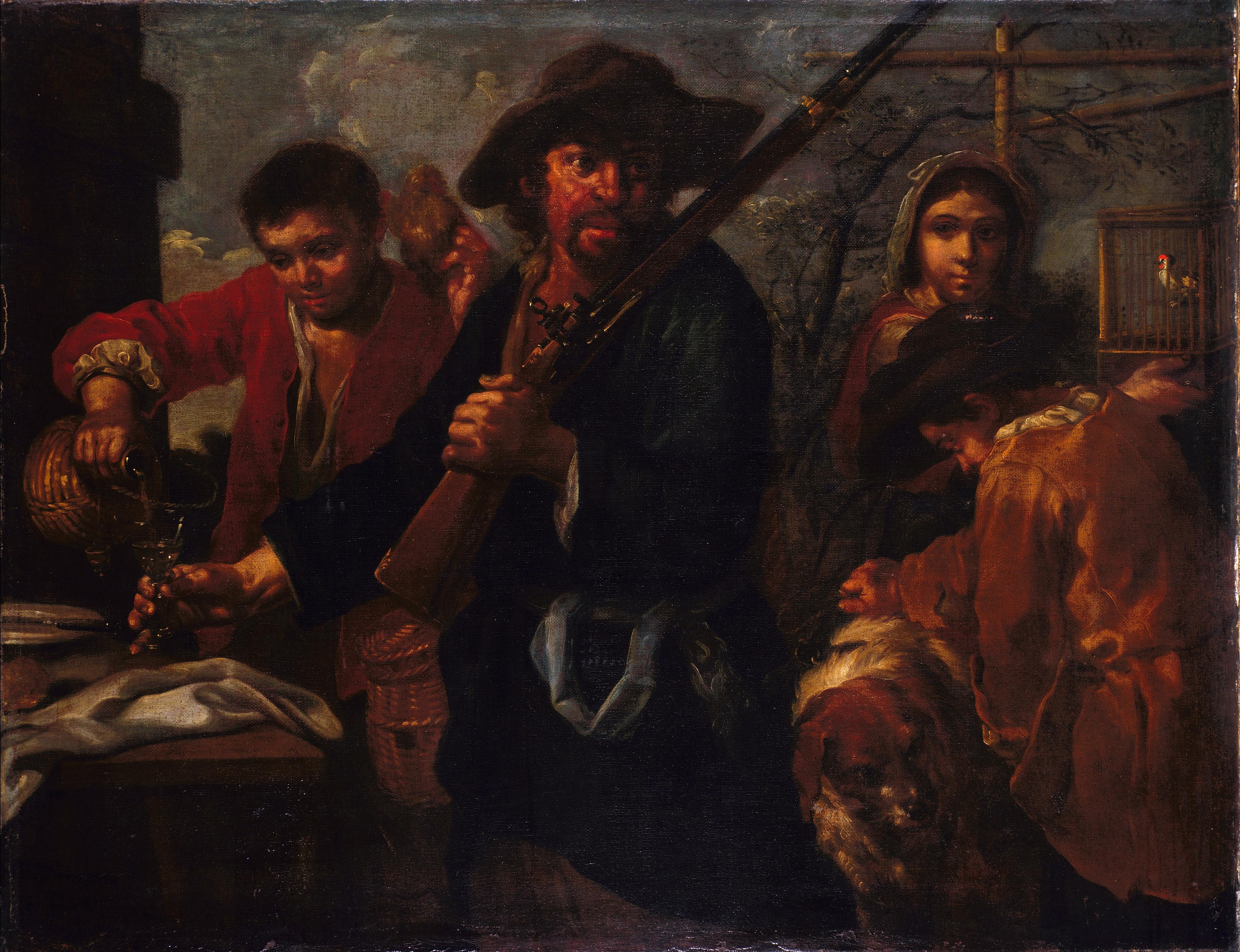
Ritorno dei cacciatori
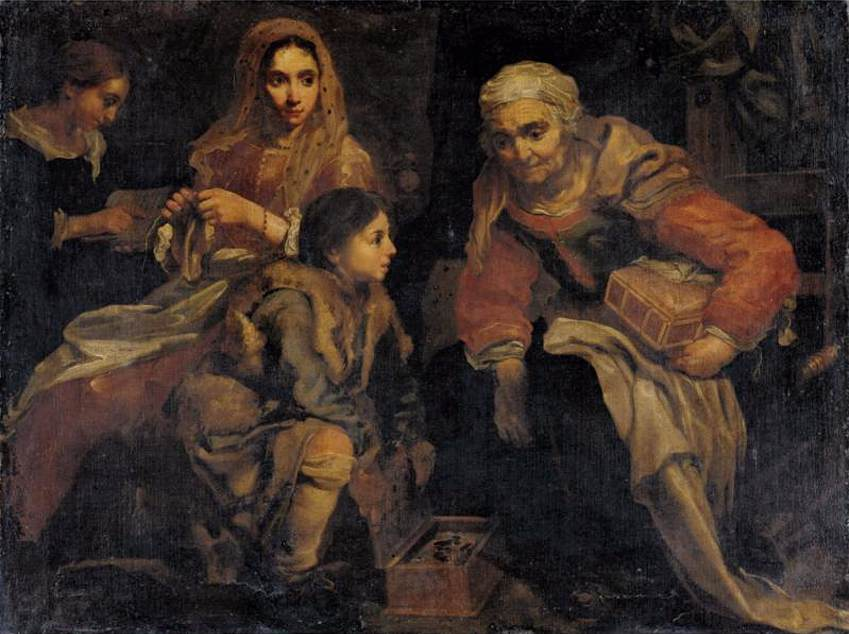
Scena d'interno
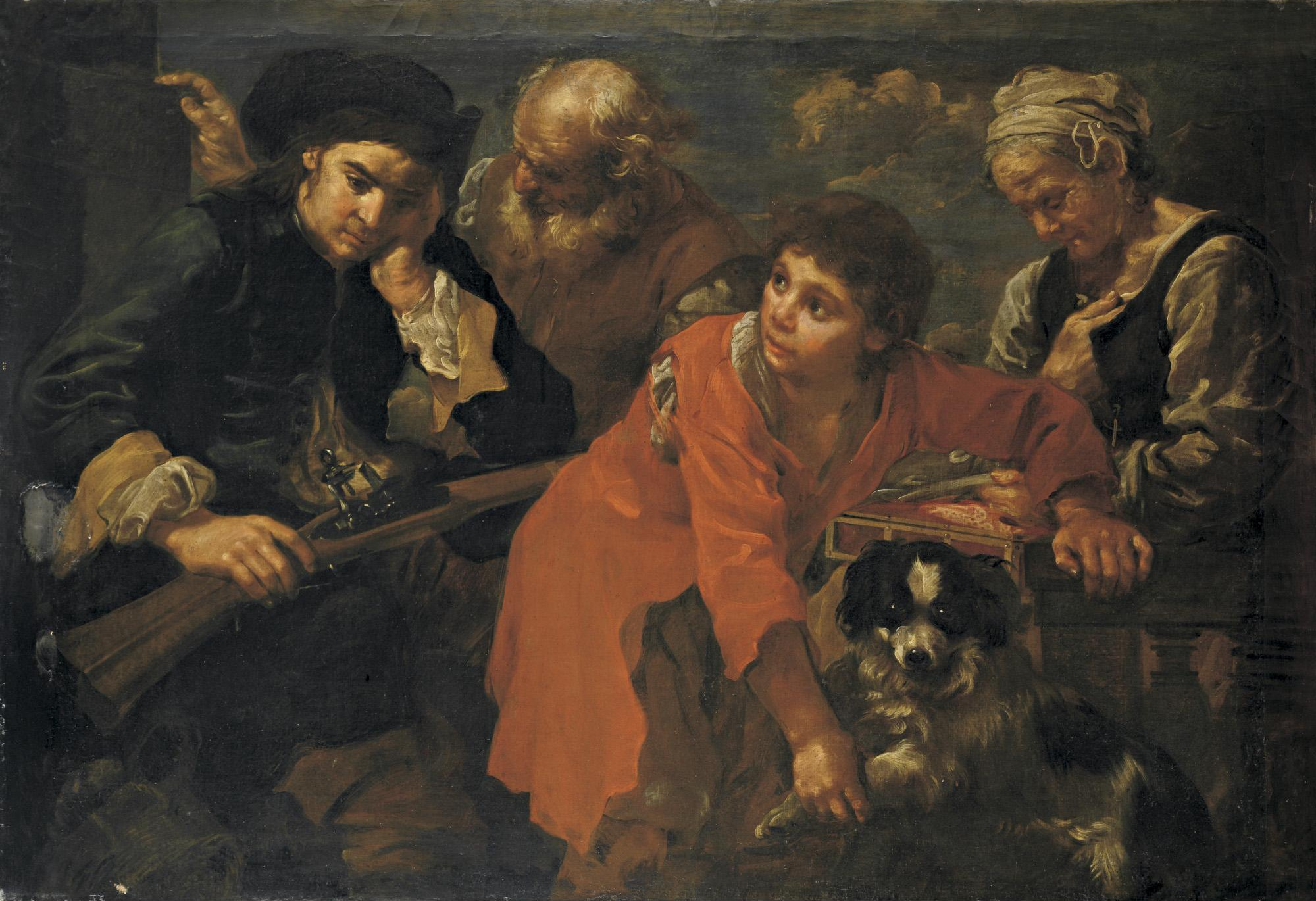
Ritorno dalla caccia
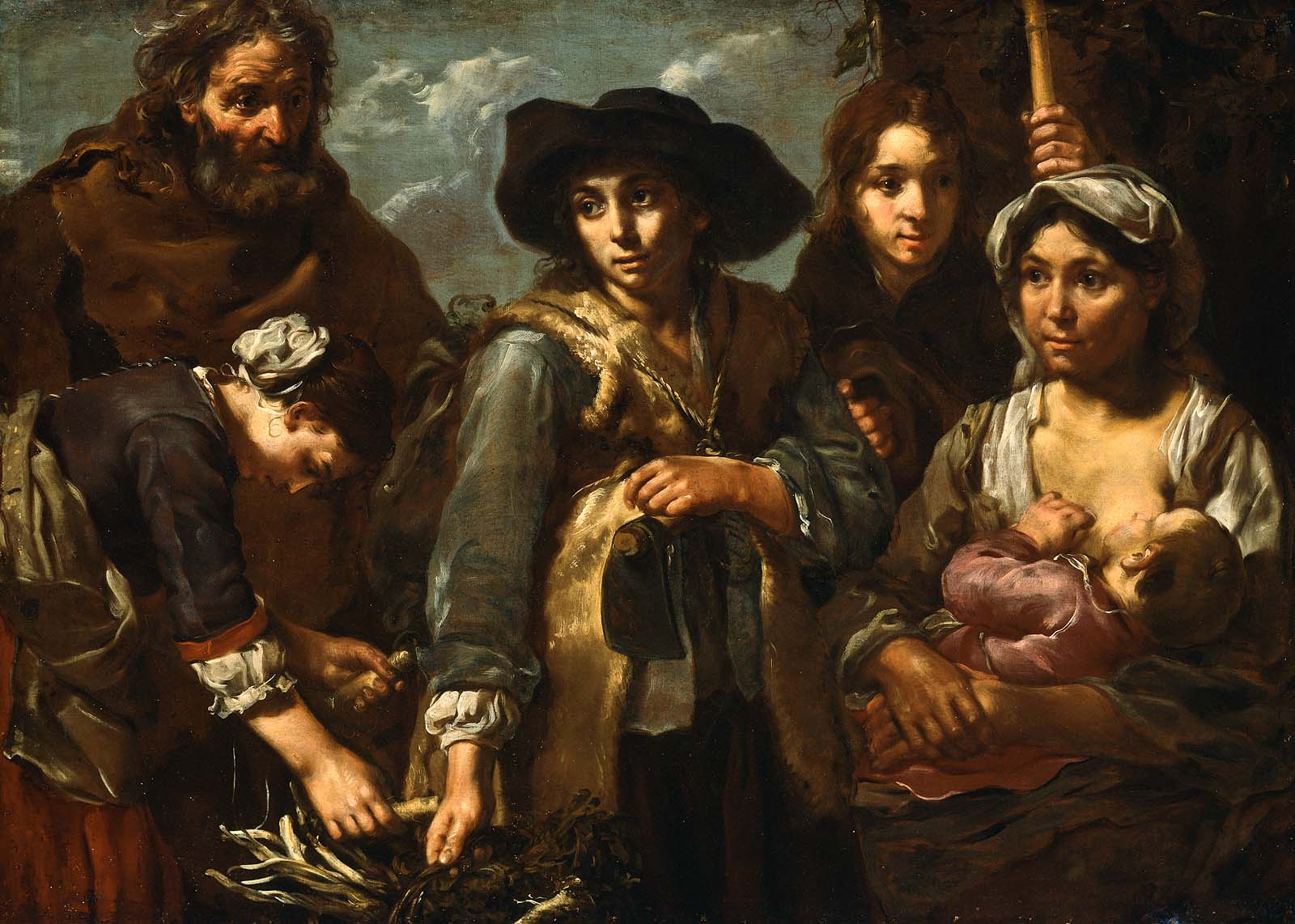
Giovane venditore
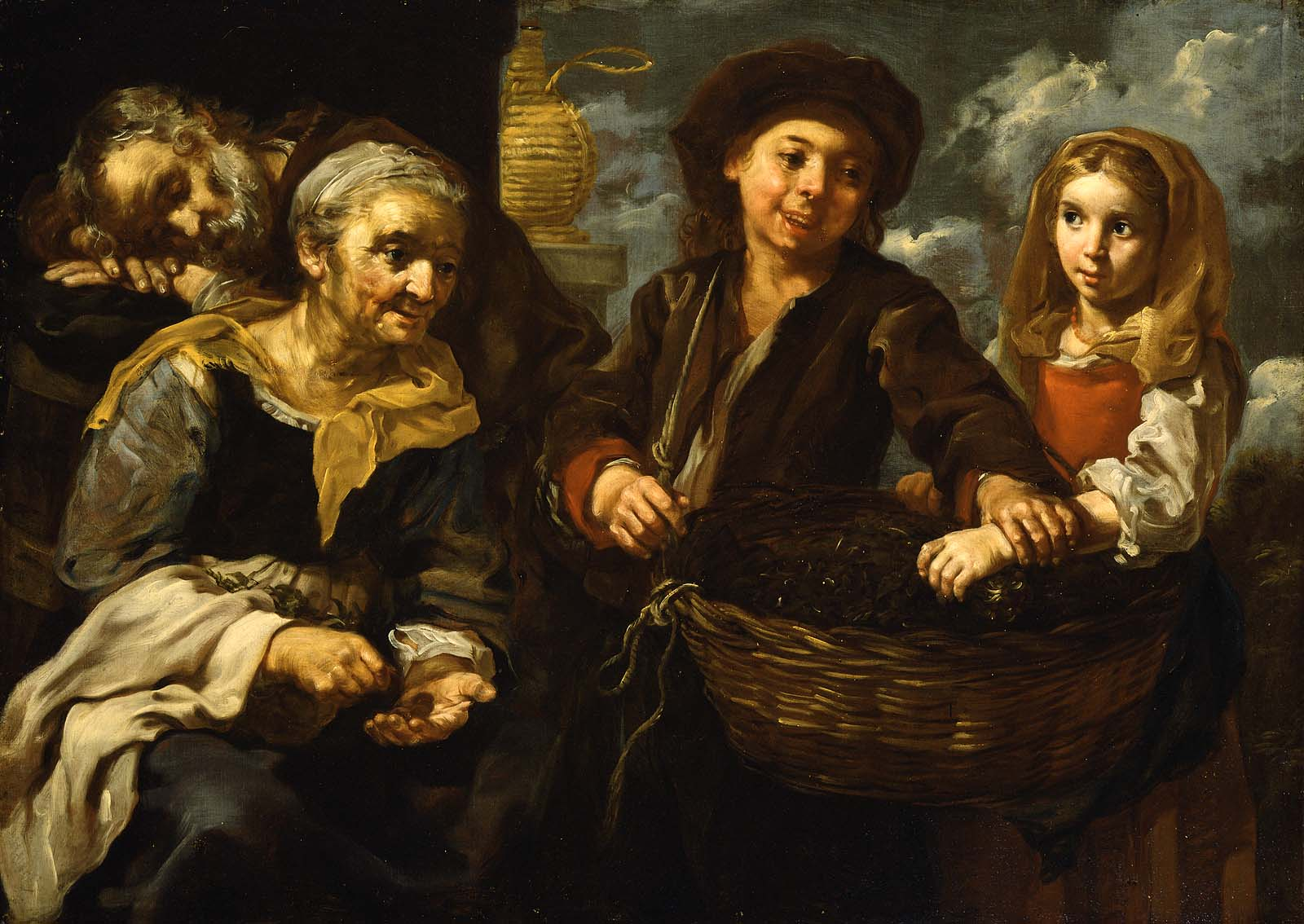
Venditore di verdure